# Derecske
Derecske ist eine ungarische Stadt im gleichnamigen Kreis im Komitat Hajdú-Bihar. Derecske erhielt 1991 den Status einer Stadt.

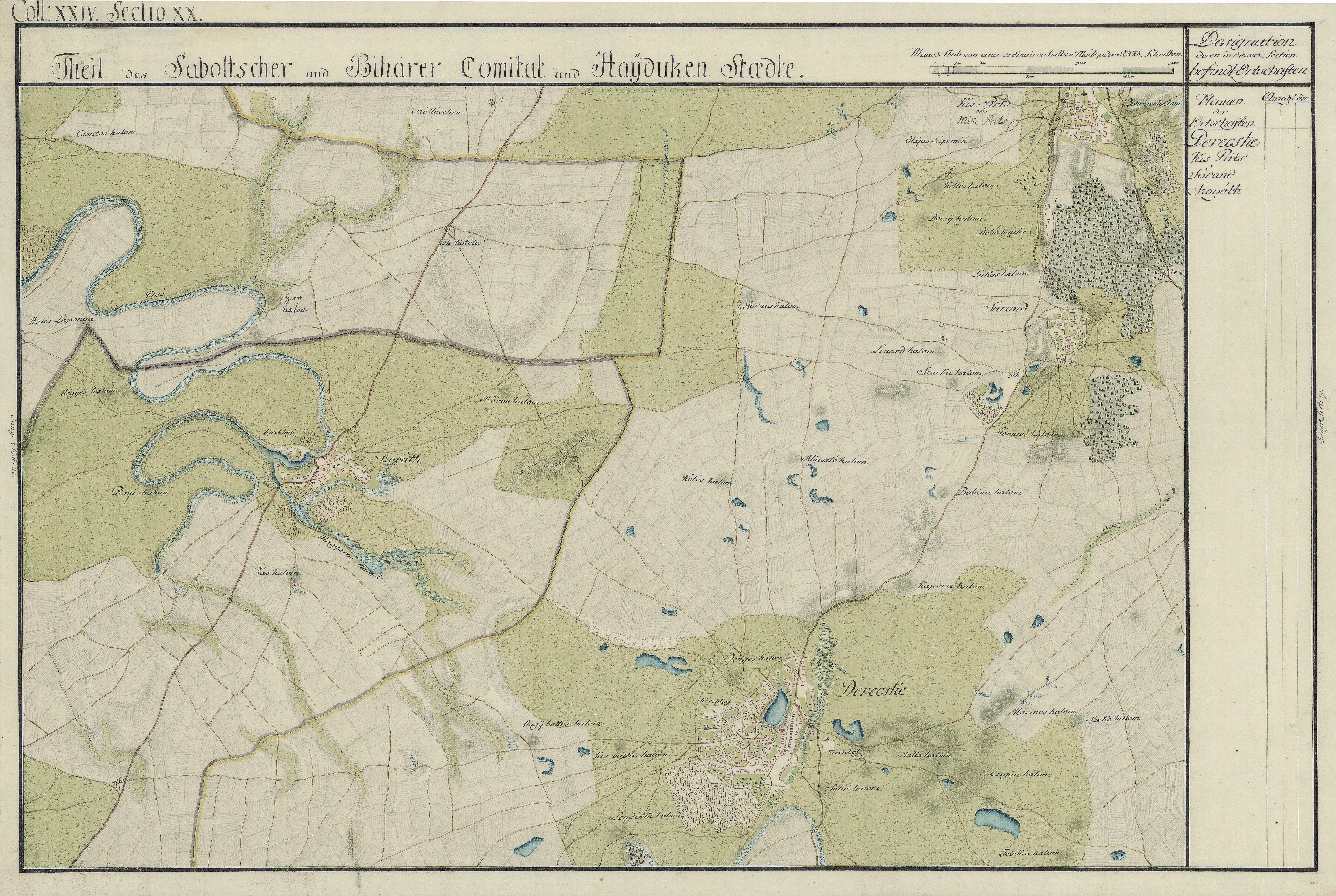
Derecske (Mitte unten) um 1782 (Aufnahmeblatt der Josephinischen Landesaufnahme)

## Geografische Lage
Derecske liegt im östlichen Teil Ungarns, 20 Kilometer südlich des Komitatssitzes Debrecen und 15 Kilometer nördlich der Stadt Berettyóújfalu. Nachbargemeinden sind Sáránd, Hajdúbagos, Konyár, Tépe und Hajdúszovát.

## Sehenswürdigkeiten
- 1848–1849er-Denkmal (1848–1849-es szabadságharc emlékére), erschaffen 1898 von Béla Gerenday
- Befreiungsdenkmal, erschaffen 1973 von Márta Lesenyei
- Heimatmuseum (Tájház)
- István-Bocskai-Gedenktafel, erschaffen 1973 von Sándor Kiss
- Reformierte Kirche, ursprünglich im 17. Jahrhundert erbaut, 1863 umgebaut
- Reliefdenkmäler von Miklós Zrínyi, Bálint Balassi, Mihály Csokonai  und Sándor Petőfi, erschaffen 1970 von Edit Balczó (am Kulturhaus)
- Römisch-katholische Kirche Páduai Szent Antal, erbaut 1745, später umgebaut
- Szent-István-Statue, erschaffen 2001 von Sándor Sebestyén

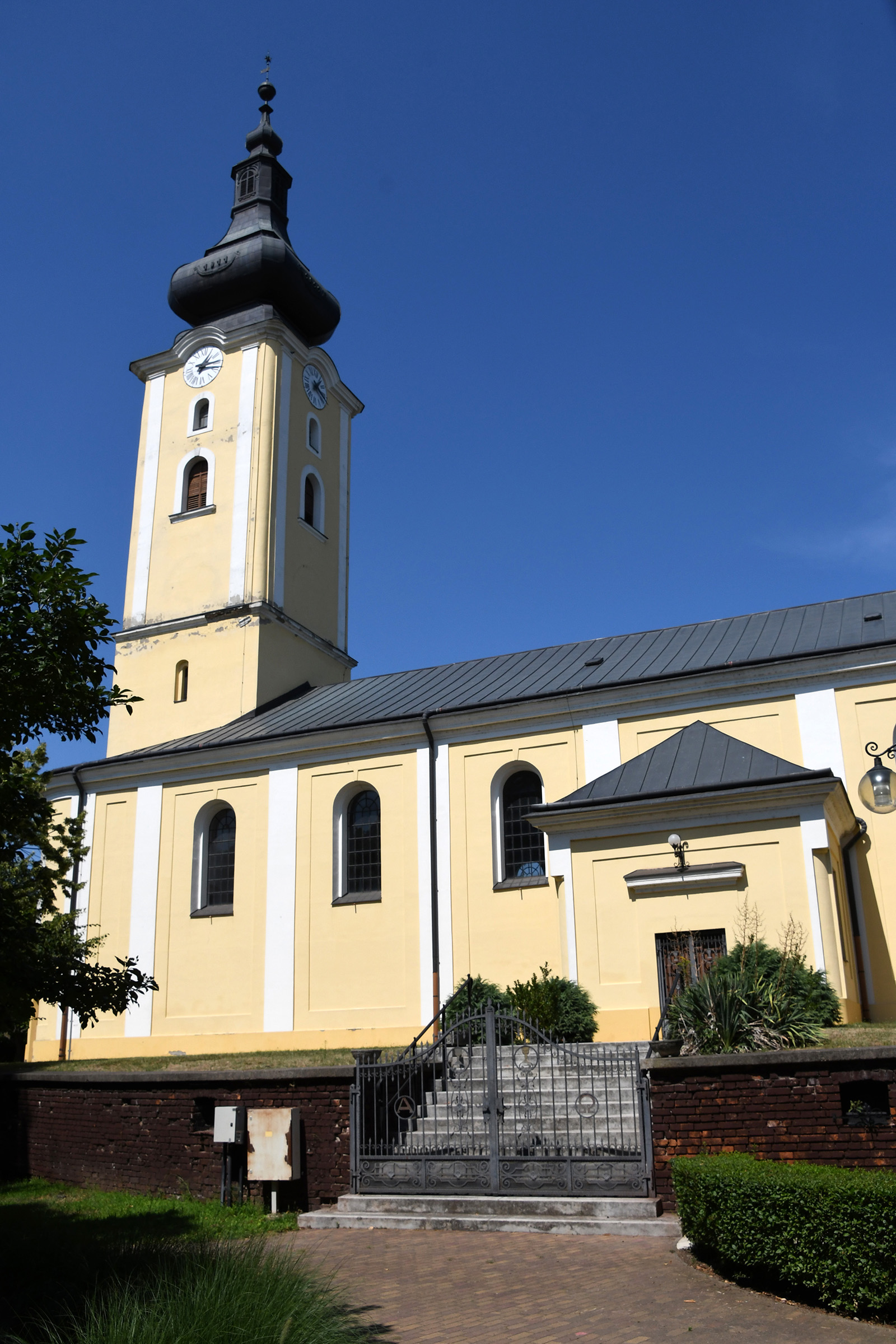
Reformierte Kirche
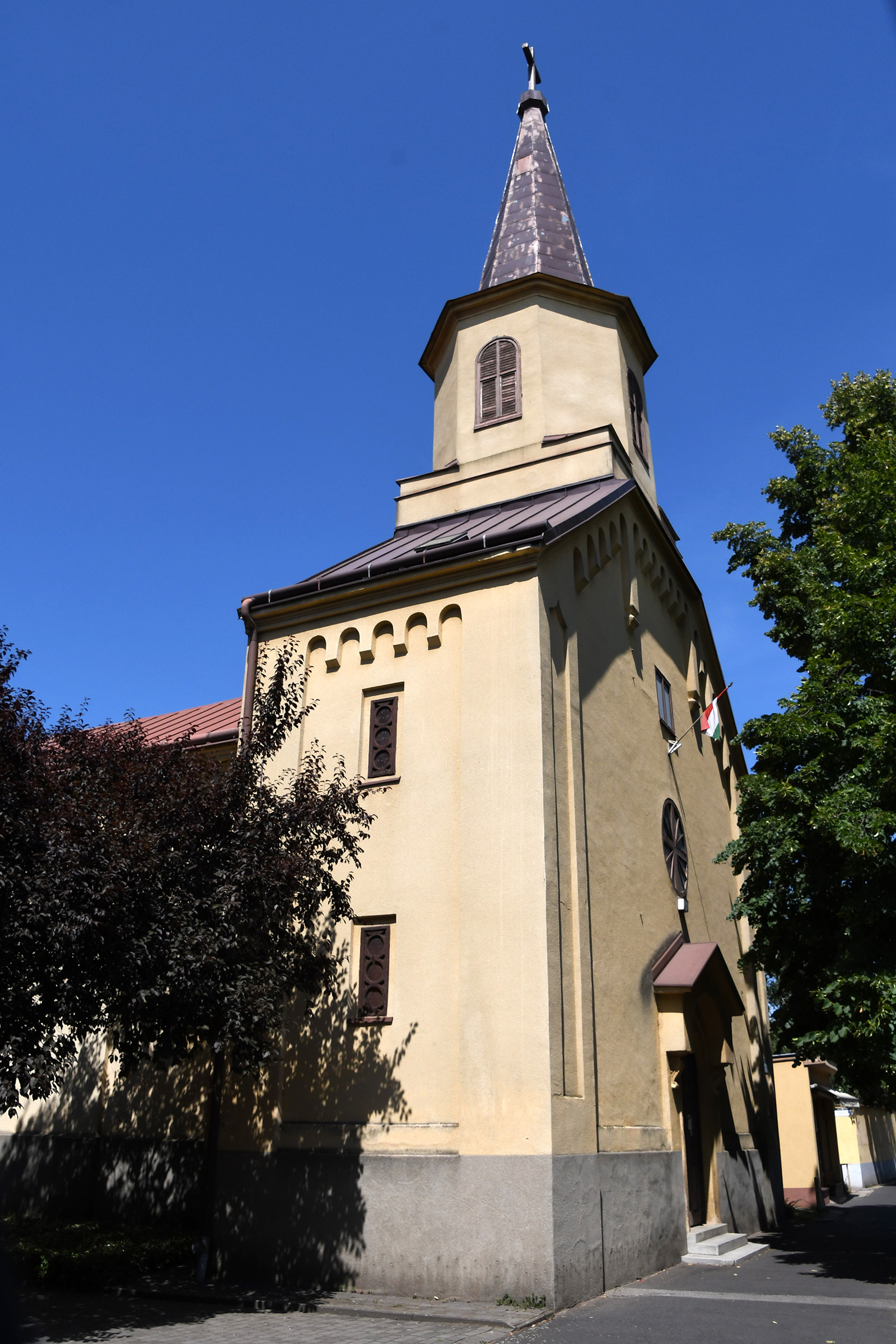
Römisch-katholische Kirche Páduai Szent Antal
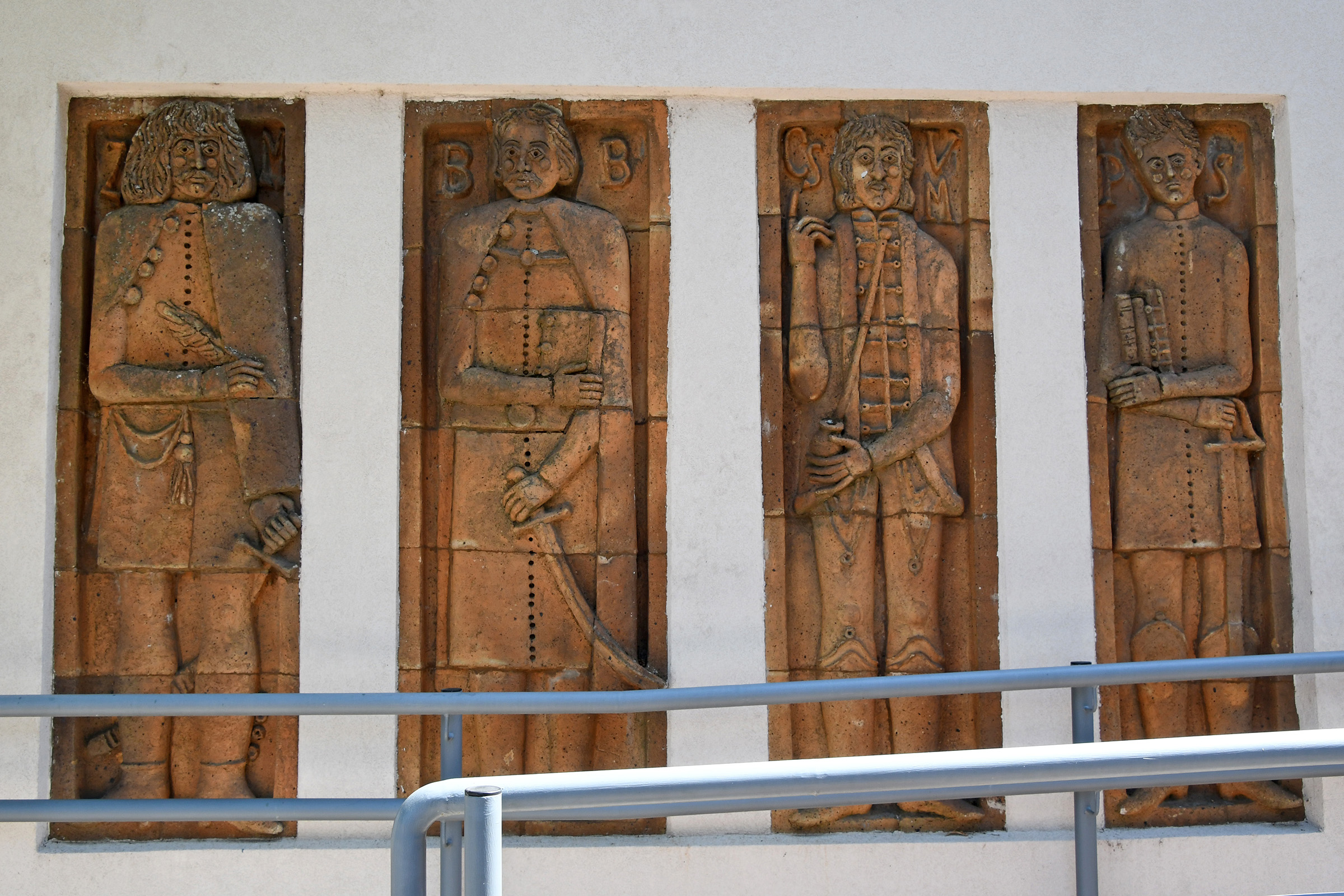
Reliefdenkmäler am Kulturhaus
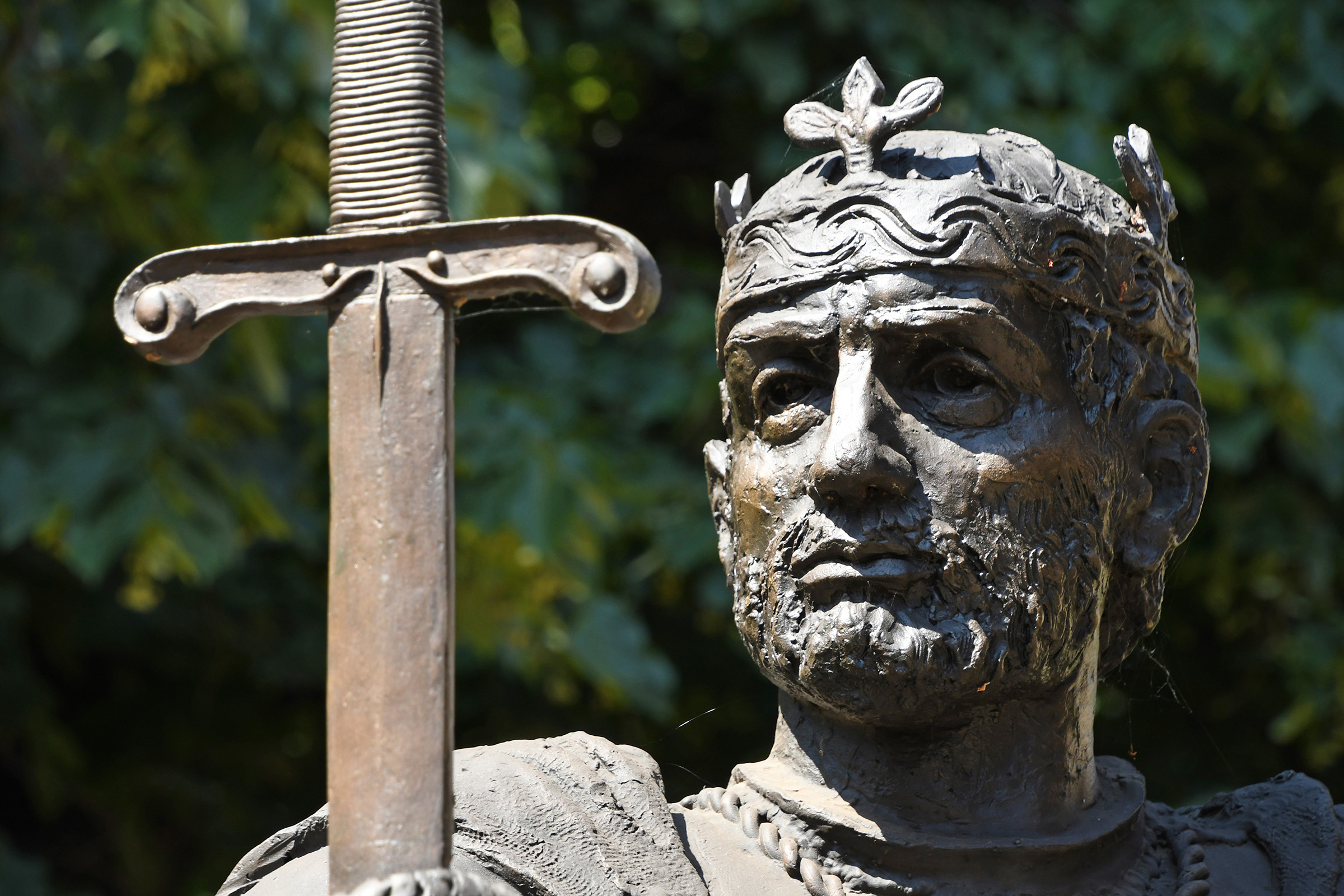
Szent-István-Statue

## Städtepartnerschaften
- Cristuru Secuiesc, Rumänien
- Držkovce, Slowakei
- Huedin, Rumänien
- Koszyce, Polen
- Mátraderecske, Ungarn
- Salonta, Rumänien[2]

## Söhne und Töchter der Stadt
- Patkó János Kótsi (1763–1842), ungarischer Schauspieler, Autor, Regisseur
- Csaba Sápi (* 1971), ungarischer FIFA-Schiedsrichter (2006–2008)
- József Zákány (1785–1857), Schriftsteller und Erzieher

## Wirtschaft und Verkehr
Durch Derecske verläuft die Hauptstraße Nr. 47, von der im Ort die Landstraßen Nr. 4803, Nr. 4811 und Nr. 4816 abzweigen. Es bestehen Busverbindungen nach Debrecen, Berettyóújfalu, Konyár, Tépe und Hajdúszovát. Die Stadt ist an die Bahnstrecke Debrecen–Nagykereki angeschlossen.